# Que sacrificio!
Quel sacrifice !
L'eau-forte ¡Qué sacrificio! (en français Quel sacrifice !) est une gravure de la série Los caprichos du peintre espagnol Francisco de Goya. Elle porte le numéro quatorze dans la série des 80 gravures. Elle a été publiée en 1799.

## Interprétations de la gravure
Il existe divers manuscrits contemporains qui expliquent les planches des Caprichos. Celui qui se trouve au Musée du Prado est considéré comme un autographe de Goya, mais semble plutôt chercher à dissimuler et à trouver un sens moralisateur qui masque le sens plus risqué pour l'auteur. Deux autres, celui qui appartient à Ayala et celui qui se trouve à la Bibliothèque nationale, soulignent la signification plus décapante des planches.
- Explication de cette gravure dans le manuscrit du Musée du Prado :
¡Como ha de ser!. El novio no es de los más apetecibles pero es rico y a costa de la libertad de una niña infeliz se compra el socorro de una familia hambrienta. Así va el mundo.
(Comment cela ses peut-il! Le fiancé n'est pas des plus appétissants mais il est riche et au prix de la liberté d'une jeune fille malheureuse, on achète l'aide d'une famille affamée. Ainsi va le monde)[2].

- Manuscrit de Ayala :
Idem au précédent)[2].

- Manuscrit de la Bibliothèque nationale :
El vil interés obliga a los padres a sacrificar una hija joven y hermosa casándola con un viejo jorobado, y no falta un cura que apadrine semejantes bodas.
(Le vil intérêt oblige les parents à sacrifier une fille jeune et jolie en la mariant à un vieux bossu et il ne manque pas un curé pour bénir de pareilles noces)[2].

Goya traite souvent du thème des mariages inégaux ou mal assortis. Depuis le carton La boda, conçu en 1792 pour la dernière série de tapisseries, il le traite toujours avec ironie. Dans cette gravure, il critique les parents qui sacrifient une fille pauvre et jolie en la mariant à un être vieux et répugnant, à la recherche de la richesse du fiancé. Moratín reprend ce thème dans beaucoup de ses comédies, depuis El viejo y la niña jusqu'à son célèbre El sí de las niñas et ce thème est habituel dans la littérature satirique de ce temps. Goya grossit l'aspect grotesque en transformant le fiancé en caricature d'où ressort ainsi l'aspect satirique de la gravure.

## Technique de la gravure

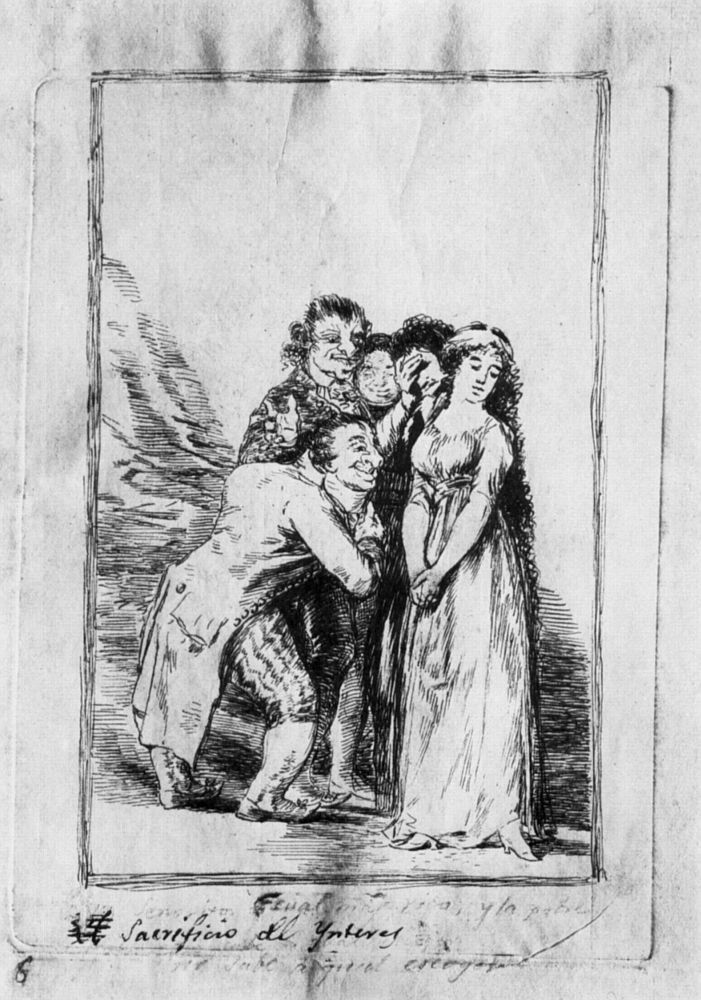
Dessin préparatoire.

Dans le dessin préparatoire à la plume et à l'encre sépia du Musée du Prado, les expressions sont les plus graves, ce qui a été un peu adouci dans la gravure. Au bas du dessin est un texte écrit presque illisible : Son señoritos a cual más rico; y la pobre no sabe a cual escoger (Il y a des messieurs tous plus riches les uns que les autres, et la pauvre ne sait pas lequel choisir). Il semble donc que, dans le fond les personnages de dessin ne représentent pas la famille de la mariée, mais des prétendants riches formant un chœur de personnages difformes recherchant l'amour. Sur les lettres presque effacées se superposent mis en évidence une légende qui dit : Sacrificio de interés (Sacrifice intéressé). Le dessin mesure 238 × 170 mm.
Dans la gravure, les trois personnages d'arrière-plan ont des réactions différentes au mariage anormal. L'un d'eux, derrière la fille médite tristement. Les lumières sont claires avec les blancs au premier plan.
Cette image est l'une des rares que l'artiste a signées, toujours dans le coin inférieur gauche. L'estampe mesure 198 × 148 mm sur une feuille de papier de 306 × 201 mm. Dans la marge supérieure à droite : 14.

## Catalogue
- Numéros de catalogue G02102 (don du 5 décembre 1991) au Musée du Prado.
- Numéro de catalogue du dessin préparatoire D04195 au Musée du Prado.
- Numéro de catalogue 51-1-10-14 au Musée Goya de Castres.
- Numéros de catalogue ark:/12148/btv1b8451726d.r et ark:/12148/btv1b84517287 de l'estampe chez Gallica.